# Арабану
Арабану (англ. Arabanoo; 1759—1789) — австралійський абориген, викрадений британськими колоністами в грудні 1788 року для отримання знань про мову і звичаї корінного населення Австралії.

## Передісторія
Король Великої Британії та Ірландії Георг III доручив губернатору першої британської колонії на австралійському континенті Артуру Філіпу «докласти всіх можливих зусиль для встановлення контактів з тубільцями і здобути їхнє розташування, наказавши всім нашим підданим жити з ними в дружбі та доброті». Заснувавши поселення в Сіднейській бухті, британські колоністи і ув'язнені, що прибули з ними, не змогли налагодити контактів з корінним населенням, оскільки жоден абориген не наважувався підійти на близьку відстань. Взаємодія аборигенів із поселенцями обмежувалася короткими актами задоволення тубільцями своєї цікавості та створенням перешкод для рибалок у складі британських каторжан. Наприкінці 1788 року серія озброєних сутичок між аборигенами та рибалками-колоністами спонукала Філіпа зважитися на взяття в полон одного з тубільців, спонукаючи його одноплемінників до спілкування, або ескалувати ситуацію для її вирішення силовим шляхом.

## Хід подій

### Викрадення
Арабану, що найімовірніше входив до складу племені Каймей, був одним із тубільців, які виявляли цікавість до колоністів з дня заснування поселення в Сіднейській бухті. 31 грудня 1788 року британські військові висадилися на пляжі Менлі, на якому жили аборигени з племені, і жестами привернули увагу Арабану та його одноплемінника. Вони підійшли ближче, після чого обидва були схоплені британцями, однак, через тубільців, що наспіли на крики, родичу Арабану вдалося втекти. Самому Арабану на шию накинули мотузку, завдяки чому його затягли в шлюпку, яка була негайно атакована іншими аборигенами, які метали в неї списи та каміння, поки у відповідь не пролунали постріли з британських мушкетів.

### Перебування в полоні
Переляканого Арабану доставили до поселення, де йому присвоїли ім'я Менлі і поселили в тимчасовому брезентовому будиночку губернатора. Для охорони до нього був приставлений ув'язнений, а одну з рук закували в наручник, якому Арабану спершу зрадів, прийнявши його за прикрасу, проте, впізнавши його реальне призначення, розлютився. Протягом першого місяця ув'язнення Арабану поводився стримано і насторожено, наприклад, не називав свого справжнього імені, побоювався собак та відмовлявся голитися і стригти волосся, поки не побачив, як це роблять з іншою людиною.
З часом він став звикати до кампанії білих людей, повідомив їм своє справжнє ім'я і навчив кількох слів своєю мовою. Пом'якшенню його ставлення до європейців посприяв той факт, що британське поселення знаходилося в знайомій для нього місцевості, а також подорож у складі групи англійських офіцерів у північну частину гавані, що трапилася незабаром після його викрадення і під час якого йому вдалося повідомити місцевим де він перебуває. У середині лютого 1789 року його взяли на корабель HMS Supply , що прямував до острова Норфолк. Опинившись на палубі, Арабану, злякавшись, стрибнув за борт і спробував пірнути під воду, проте європейський одяг не дав цього зробити і утримував його на плаву доти, доки його знову не підняли на судно.
У неволі Арабану поділився знаннями про мову та культурні звичаї аборигенів із європейцями. Він також проявив деякі здібності, які справили позитивне враження на британців. Зокрема, він ввічливо поводився з європейськими жінками, що жили в поселенні, та ділився своєю порцією їжі з дітьми колоністів. Крім того він демонстрував щиру огиду спостерігаючи за покарання бичуванням ув'язнених.

### Визволення
Незважаючи на те, що у квітні 1789 року Арабану було звільнено від кайданів, він жодного разу не намагався втекти, а навіть, навпаки, більше зблизився з колоністами, у травні того ж року зустрівшись з капітаном Джоном Хантером і попросивши у нього дозволу піднятися на борт корабля HMS Sirius, де він згодом пообідав із губернатором Філіпом. Коли корабель увійшов у порт, члени екіпажу та сам Арабану побачили на березі та у воді велику кількість трупів аборигенів, що померли від епідемії віспи. Зійшовши на сушу, Арабану взяв участь у похованні кількох померлих родичів і почав доглядати за двома дітьми, що вижили, але важко захворіли на віспу. Завдяки його зусиллям та втручанню хірурга Джона Вайта дітей вдалося врятувати, проте сам Арабану під час догляду за ними заразився віспою, від якої помер 18 травня 1789 року.